# Magnus Schwantje
Magnus Schwantje (* 3. Juni 1877 in Oldenburg; † 11. September 1959 in Oberhausen) war ein deutscher Schriftsteller, Pazifist, Tierrechtler, Vorreiter der deutschen Vegetarierbewegung und Begründer des Bundes für radikale Ethik.

## Leben und Wirken
Magnus Ernst Schwantje absolvierte zunächst eine Lehre als Buchhändler. 1898 war er für kurze Zeit Schüler des „Naturapostels“ und Malers Karl Wilhelm Diefenbach, in dessen Landkommune bei Wien. Zu Beginn des 20. Jahrhunderts arbeitete er zunächst im Berliner Tierschutzverein und sammelte dort Erfahrung, die ihm später als Referent und Schriftsteller von Nutzen war.
Im Jahre 1907 gründete er eine eigene Organisation, die „Gesellschaft zur Förderung des Tierschutzes und verwandter Bestrebungen“, die 1919 ihren Namen in Bund für radikale Ethik änderte und bis 1933 bestand. Unter den mehreren Hundert Mitgliedern befand sich auch der Friedenspolitiker Ludwig Quidde, dessen Ehefrau Margarethe, Hans Paasche und Adolf Richter.
Bereits vor dem Ersten Weltkrieg gab Magnus Schwantje die Ethische Rundschau, eine Zeitschrift zur Förderung der Friedensbewegung heraus. Ferner war er Mitbegründer des nach dem Ersten Weltkrieg gegründeten Bund der Kriegsdienstgegner und verfasste Beiträge für die Zeitschriften Die Friedens-Warte und Friedensfront.
Im Nationalsozialismus wurde der Bund für radikale Ethik verboten. Schwantje erlebte im März 1933 Hausdurchsuchungen. Im September wurde er verhaftet und im berüchtigten Gestapo-Gefängnis Columbia-Haus verhört. Von der Transportliste nach Dachau wurde er wieder gestrichen. 1934 floh er in die Schweiz. Hier unterstützte er den Zürcher Zahnarzt Ludwig Fliegel bei der Arbeit an dem Buch 1000 Ärzte gegen die Vivisektion, für das er auch das Vorwort verfasste. Das Buch, dessen Verbreitung von den Nationalsozialisten in Deutschland untersagt wurde, erschien 1935 in der Schweiz. Nach seiner Rückkehr nach Deutschland im Jahr 1949 arbeitete er wieder als Referent für die Belange des Tierschutzes, des Vegetariertums und der Friedensbewegung. Bis 1956 lebte er bei seiner Schwester Alwine Schütte in Stade und zog nach ihrem Tod ins Ruhrgebiet.

## Positionen
Im Ersten Weltkrieg entwickelte Schwantje den Begriff der „radikalen Ethik“, einer Ethik, die die Wurzel (daher radikal von lateinisch radix = Wurzel) aller gesellschaftlichen Übel angehen wollte. Schwantjes radikale Ethik umfasste als wichtigsten Bestandteil auch einen „radikalen Tierschutz“. Nach Schwantjes Auffassung war jedes leidensfähige Wesen ein „Rechtssubjekt“, ungeachtet welcher Spezies es angehört. Vegetarische Ernährung, Abschaffung der Vivisektion und der Jagd waren für Schwantje die zentrale Forderungen seines Tierrechtskonzepts. Schwantjes Vegetarismus war weitreichend. Er pflegte einen Lebensstil, den wir heute als vegan bezeichnen würden, ohne dass der Begriff damals geläufig gewesen wäre.
Schwantje begründete seinen Vegetarismus primär ethisch und lehnte Rückgriffe auf naturalistische Argumentationen ab. Zudem wandte sich Schwantje wiederholt gegen die Vorverurteilung ganzer Völker oder Gruppen, zum Beispiel als Tierquäler wie im Falle Spaniens. Auch Antisemitismus, Rassismus oder die seinerzeit populäre Rassenhygiene lehnte Schwantje entschieden ab.
Heutige Vertreter des Antispeziesismus sehen ihn als Vorläufer; der Autor Matthias Rude schreibt in seinem Buch Antispeziesismus: „Die Funktion speziesistischer Ideologie hat Schwantje vollständig durchschaut.“ 1927 sprach Schwantje auf dem VII. Internationalen Demokratischen Friedens-Kongress in Würzburg und sagte unter anderem: „Den meisten Menschen, besonders den Fleischessern, fällt es aber schwer, die Tiere unbefangen zu beurteilen, weil sie einsehen, daß sie, wenn sie ihnen die höheren seelischen Eigenschaften, besonders große Leidensfähigkeit, zuerkennen müssen, sie nicht in dem Maße ausbeuten dürfen, wie sie es heute tun. Gerade weil der Mensch durch die Ausbeutung der Tiere großen Nutzen empfängt, verachtet er sie. Die heutige Tierverachtung hat dieselbe Ursache wie die Unterschätzung der Arbeiter, der Frauen, der Neger und anderer unterdrückter und ausgebeuteter Menschen. Immer wenn die Menschen andere Menschen ausbeuten wollen, pflegen sie sich Ansichten über diese Menschen zu suggerieren, die ihnen die Ausbeutung erleichtern.“

## Werke
- Das »edle Waidwerk« und der Lustmord. 1897
- Das Recht der Laien gegenüber den Ärzten. 1901
- Die Beziehungen der Tierschutzbewegung zu andern ethischen Bestrebungen. 1909
- Tiermord und Menschenmord, Vegetarismus und Pazifismus 1916 (Nachdruck 2010 siehe Einzelnachweise)
- Radikalismus und Idealismus. 1919
- Über Richard Wagners ethisches Wirken. 1919
- Schopenhauers Ansichten von der Tierseele und vom Tierschutz. 1919
- Gründe gegen die Vivisektion. 1919
- Friedensheldentum. Pazifistische Aufsätze aus den Jahren 1914 und 1915. 1919
- Sollen wir jede sogenannte ehrliche Überzeugung achten? Eine Untersuchung der Einwirkung des unbewußten Willens auf die Urteilsbildung. 1920
- Hans Paasche. Sein Leben und Wirken. 1921
- Das Recht zur Gewaltanwendung. 1922
- Die Liebe zu den Tieren. 1923
- Tierschlachtung und Krieg. 1928
- Ehrfurcht vor dem Leben, Brüderlichkeit und Vegetarismus. 1949
- Gegenseitige Hilfe und Kampf ums Dasein in der Tierwelt. 1952